# Хоругва Сколе
Хоругва (прапор) Сколе — офіційний символ міста затверджений 12 квітня 1994 року рішенням сесії Сколівської міської ради. Може використовуватися як прапор (без додаткового горизонтального кріплення). 
Автори — Андрій Гречило, Іван Сварник і Іван Турецький.

## Опис
Квадратне полотнище, яке складається з трьох вертикальних смуг — жовтої, синьої та жовтої (співвідношення їх ширин становить 1:3:1). На синьому полі на білій хмарі стоїть Архангел Михаїл з білими крильми, в золотих обладунках і червоній сорочці та чоботях, у правиці тримає меч, у лівиці — жовтий щит із червоним хрестом.

## Зміст
Прапор опрацьовано на основі сюжета міської печатки 17 століття.